# Mocorito

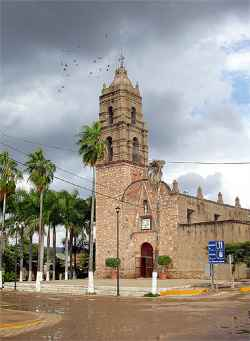

Mocorito é um município do estado de Sinaloa, no México.